# 原宿 (東海道)

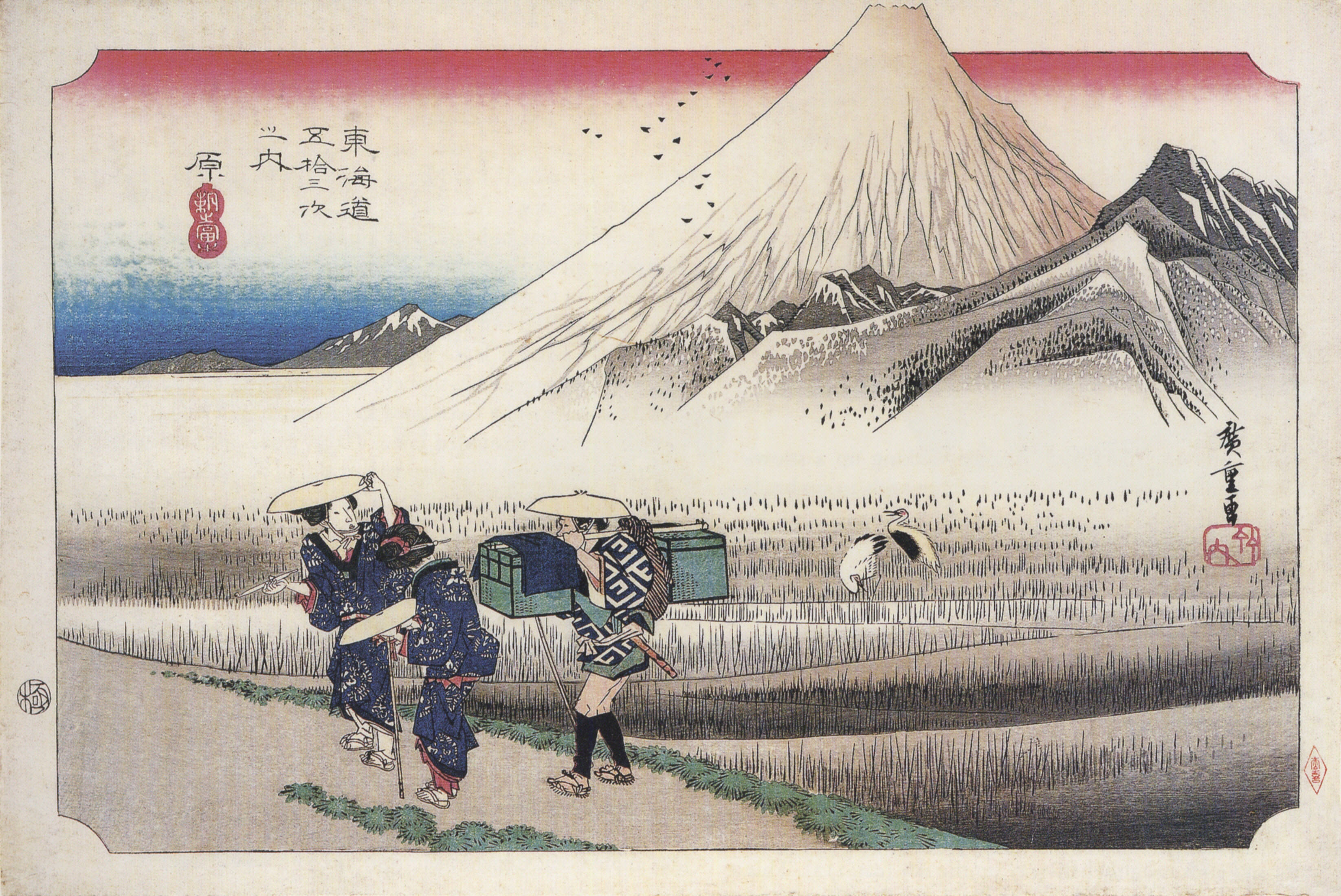
歌川広重「東海道五十三次・原」

原宿（はらしゅく、はらじゅく）は、東海道五十三次の13番目の宿場である。現在の静岡県沼津市にある。
宿場として整備される以前は浮島ヶ原（うきしまがはら、浮島原）と呼ばれ、木曾義仲討伐のために上洛する源義経が大規模な馬揃えを行ったことで知られていた。
宿場は江戸方（東）から大塚町・東町・西町からなっていた。天保12年（1841年）時点では家数387軒、人口1777人だった。1軒の本陣と1軒の脇本陣を有していたが、 天保9年（1838年）には脇本陣が焼失した。問屋場は東町と西町の2か所にあり、半月交代で使用されていたが、やがて東町の問屋場は焼失した。

## 史跡・みどころ
原宿までの史跡・みどころ
- 一里塚

原宿付近の史跡・みどころ
- 帯笑園 - 江戸時代後期に植松本家によって整備された名勝。多数の大名・公家・文人墨客が訪れた。
- 松蔭寺 - 臨済宗白隠派の寺院。白隠慧鶴が住職を務めた。
- 徳源寺 - 臨済宗妙心寺派の寺院。
- 長興寺 - 臨済宗妙心寺派の寺院。
- 昌原寺 - 日蓮宗の寺院。
- 清梵寺 - 臨済宗妙心寺派の寺院。
- 西念寺 - 時宗の寺院。
- 興国寺城跡 - 北条氏によって築かれた平山城。国の史跡。
- 高嶋酒造 - 文化元年（1804年）創業。主要銘柄は「白隠正宗」。

## 隣の宿場
東海道
沼津宿 - 原宿 - 吉原宿

## 交通アクセス
- JR東海道本線原駅から徒歩
- 東名高速道路沼津インターチェンジから車で約20分
- 新東名高速道路駿河湾沼津スマートインターチェンジから車で約5分